# Charles Friedel
Charles Friedel, nascut a Estrasburg el 12 de març de 1832 i traspassat a Montauban el 20 d'abril de 1899, va ser un mineralogista i químic orgànic francès conegut per la reacció de Friedel-Crafts, un mètode de síntesi orgànica.

## Biografia
Després de graduar-se a la universitat d'Estrasburg va passar un any a amb el seu pare, un banquer i comerciant, i llavors el 1851 se'n va anar a viure a París amb el seu avi matern Georges Louis Duvernoy, professor d'història natural i, des de 1850, d'anatomia comparativa al Collège de France.
El 1854 va ingressar al laboratori de Charles Adolphe Würtz, i el 1856 a instància de H. H. de Senarmont va ser nomenat conservador de les col·leccions de minerals a l'Escola de Mines. El 1871 va ocupar el lloc de A. L. O. L. Des Cloizeaux a l'Escola Normal, i el 1876 es va convertir en professor de mineralogia de la Sorbona, però després de la mort de Würtz el 1884 va accedir a la càtedra de química orgànica.
Va ser el president del Congrés Internacional que va tenir lloc a Ginebra el 1892 per revisar la nomenclatura dels àcids grassos.

## Obra
Amb la col·laboració entre 1879 i 1887 d'Emile Edmond Sarasin va estudiar la formació de minerals per mètodes artificials, amb l'ajut de calor i pressió amb l'objectiu de sintetitzar un nombre elevat dels composts naturals. El 1893, com a resultat d'un intent de sintetitzar diamants per l'acció de sofre damunt ferro fus a 450 -500 °C va obtenir un producte negre, en forma de pols, en quantitats petites que no pogué analitzar però que ratllava el corindó, és a dir d'elevada duresa, superior a 9 a l'escala de Mohs (el diamant té duresa 10).
També va dedicar-se als fenòmens piroelàctrics de cristalls, tema d'una de les dues tesis doctorals que va presentar el 1869, i a la determinació de constants cristal·logràfiques.
En la química orgànica, el seu estudi de les cetones i aldehids, començats el 1857, va ser emprat per a la seva segona tesi doctoral. El 1862 va preparar 2-propanol, i el 1863, amb el nord-americà James Mason Crafts, va obtenir diversos composts organometàl·lics de silici. Uns quants anys després, amb Albert Ladenburg, va demostrar l'analogia existent entre el silici i el carboni quan formaven compostos, sintetitzant l'anàleg al cloroform però amb silici. També va descobrir que el titani es podia comportar de manera semblant. El 1871 amb R. D. da Silva va sintetitzar glicerina a partir del propilè.
El 1877, va fer la primera publicació d'un mètode, també amb James Mason Crafts, àmpliament utilitzat posteriorment, per sintetitzar derivats del benzè conegut com la reacció de Friedel-Crafts. Es basava en una observació accidental de l'acció d'alumini metàl·lic sobre clorur d'amil, i consisteix a unir un hidrocarbur aromàtic, com el benzè, i un clorur orgànic en presència de clorur d'alumini, quan s'uneixen s'obté un nucli aromàtic alquilat.
Va ser un defensor de la teoria atòmica rebutjant la teoria dels equivalents.

### Obres
Friedel estava associat amb Würtz editant el Dictionnaire de chimie, i va continuar amb la supervisió dels suplements editats després de 1884 quan Würtz va morir. Les seves publicacions són nombroses i inclouen: un Notice sur la vie et les travaux de Wurtz (1885).
- Friedel, Charles; Crafts, J.M. «Sur un nouvell méthode générale de synthése d'hydrocarbures, de cétones, etc.». Compt. Rend., 84, 1877, pàg. 1392-1395.
- Friedel, Charles; Crafts, J.M. «Sur un nouvell méthode générale de synthése d'hydrocarbures, de cétones, etc. Deuxième note.». Compt. Rend., 84, 1877, pàg. 1450-1454.
- Friedel, Charles. Cours de minéralogie : minéralogie générale / professé à la Faculté des sciences de Paris par Charles Friedel,....  París: G. Masson, 1893.[Enllaç no actiu]
- Friedel, Charles. Cours de chimie organique. Série aromatique, 1887-1888 / professé... par M. Friedel....  París: Au siège de l'Association, 1886-1888.[Enllaç no actiu]
- Friedel, Charles. Cours de chimie organique. Série grasse, 1884-1885 / professé... par M. Friedel....  París: Au siège de l'Association, 1886-1888.[Enllaç no actiu]